# Bulbauchenia mirabilis
Bulbauchenia mirabilis är en insektsart som beskrevs av William D. Funkhouser. Bulbauchenia mirabilis ingår i släktet Bulbauchenia och familjen hornstritar. Inga underarter finns listade i Catalogue of Life.